# المصياء (المحويت)

تعديل مصدري - تعديل

المصياء هي إحدى قرى عزلة الغربي الاعلى بمديرية المحويت التابعة لمحافظة المحويت، بلغ تعداد سكانها 631 نسمة حسب تعداد اليمن لعام 2004.